# 巴鲁什
巴鲁什是葡萄牙布拉加区的一个堂区。总面积2.69平方公里，总人口392人，人口密度145.7人/平方公里。